# Église Saint-Blaise d'Aubin
L'église Saint-Blaise d'Aubin est une église catholique située en France sur la commune d'Aubin, dans le département de l'Aveyron en région Midi-Pyrénées.

## Localisation
L'église est située dans le département français de l'Aveyron, sur la commune d'Aubin.

## Description
Il s'agit d'une église au style roman et gothique, de pierre blonde au clocher octogonal.
À l'intérieur, ce qui attire presque immédiatement l'œil, ce sont les vitraux modernes, œuvre de D. Coulet sur deux enfants du pays : Le Père Marie-Eugène de l’Enfant Jésus et sainte Marie-Émilie de Rodat.
D'autres éléments remarquables sont à noter comme les chapiteaux, l'enfeu gothique d'un ancien prieur, le Christ en bois polychrome (XIIe siècle).

## Historique
À l'origine romane du XIIe siècle, elle a été remaniée aux XVe et XVIe siècles. Elle fut appelée tour à tour Notre-Dame, puis Saint-Blaise, puis Notre-Dame-de-l'Assomption.

## Protection
Elle fait l’objet d'un classement au titre des monuments historiques depuis le 2 avril 1942.